# L’ib el Merafib
L’ib el Merafib, auch bekannt als Hyänenspiel, ist ein in Nordafrika verbreitetes Spiel, das mit einer Laufspirale als Spielbrett gespielt wird. Insbesondere bei den Baggara im Sudan soll es noch verbreitet sein. Als Ursprung wird das altägyptische Mehen vermutet.

## Ablauf
Gespielt wird auf einer Spiralbahn, die je nach Ausführung rund oder eckig sein kann und keine festgelegte Anzahl von Feldern hat. Die Spieler haben jeweils zwei Spielsteine, eine Mutter und eine Hyäne. Gewürfelt wird entweder mit einem regulären Spielwürfel, Stabwürfeln, Knochen, Muscheln oder markierten Bohnen. Die Spieler versuchen, ihre Mutter schnellstmöglich über die Spiralbahn von außen (dem Dorf) zum innersten Feld (dem Brunnen) zu bringen. Bisweilen ist ein erfolgreicher Startwurf mit einer Sechs erforderlich, um die eigene Mutter ins Spiel zu bringen. Mütter, die einander auf dem Feld begegnen, werden nicht geschlagen, sondern bleiben nebeneinander auf dem jeweiligen Spielfeld stehen. Das innerste Feld, der Brunnen, muss mit einem exakten Wurf erreicht werden. Liegt die gewürfelte Augenzahl über der Zahl noch fehlender Schritte, so kann nicht gezogen werden.
Hat ein Spieler mit seiner Mutter den inneren Brunnen erreicht, so muss diese hier zunächst „ihre Kleider waschen“ und darf den Brunnen erst wieder verlassen, wenn eine Sechs gewürfelt wurde. Die Figur wird dann über die Spiralbahn wieder zurück zum Dorf geführt. Der Spieler, dessen Mutter als erste ins Dorf zurückgekehrt ist, darf mit der Hyäne erneut starten. Die Würfelaugen für ihre Schritte werden dabei doppelt gezählt. Überholt die Hyäne eine Mutter, darf sie diese fressen und somit aus dem Spiel nehmen. Ist die Hyäne wieder ins Dorf zurückgekehrt, wird gezählt, wie viele Mütter sie fressen konnte. Es werden mehrere Durchgänge gespielt. Gewonnen hat derjenige Spieler, der mit seiner Hyäne die meisten Mütter fressen konnte.